# Sinodo di Whitby
Il cosiddetto Sinodo di Whitby fu tenuto nel VII secolo in Northumbria per volere del sovrano Oswiu di Northumbria, e nel quale il sovrano sentenziò che nel suo regno si sarebbero osservate la data della festività della Pasqua e la forma della tonsura secondo l'uso romano, contrariamente all'uso insulare e a quanto osservato dalle comunità monastiche iro-scote.

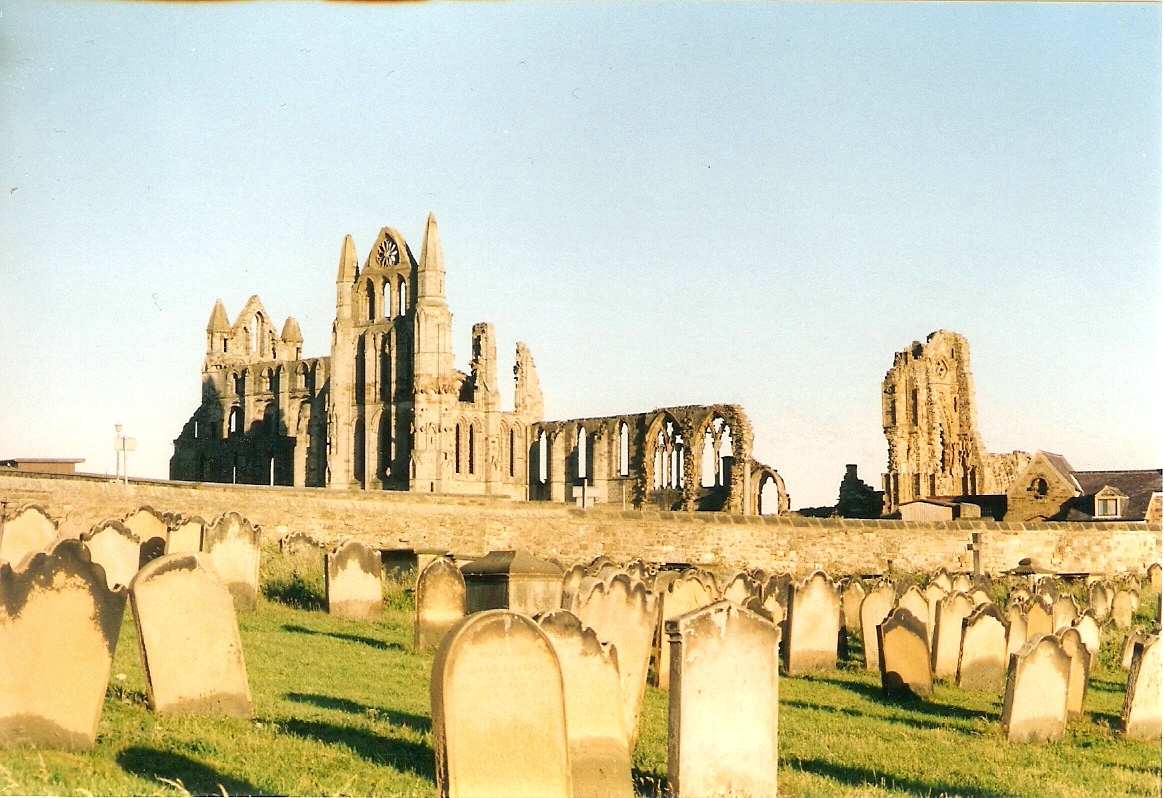
Foto delle rovine dell'Abbazia di Whitby dove si svolse il Sinodo

Il Sinodo si tenne nel 664 presso il monastero di sant'Ilda di Whitby diventato in seguito l'Abbazia di Whitby.

## Le fonti sul Sinodo
Esistono due fonti principali che testimoniano del Sinodo. La prima fonte, ovvero La vita di Wilfrido, è un'opera agiografica su San Vilfrido di York e scritta intorno al 710 da Stefano di Ripon spesso identificato con la figura di Eddius.

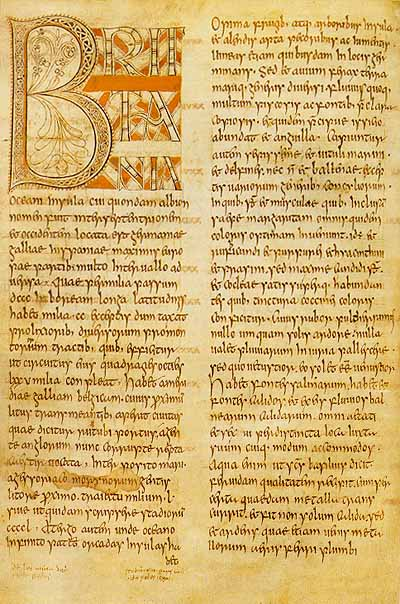
Foto del manoscritto di Beda Historia ecclesiastica gentis Anglorum.

La seconda fonte è l'opera Historia ecclesiastica gentis Anglorum di Beda il Venerabile, scritta intorno al 731. Una delle fonti a cui attinse Beda fu proprio la Vita di Wilfrido, tuttavia Beda ebbe anche la possibilità di raccogliere la testimonianza di personaggi che parteciparono o assistettero personalmente allo svolgimento del Sinodo. Uno di questi fu Sant'Acca di Hexham, al quale Beda dedicò diversi scritti e che fu compagno di viaggio di San Vilfrido nel suo pellegrinaggio a Roma.
Le due fonti concordano in gran parte degli eventi, sebbene lo scritto di Beda fornisca un resoconto molto più accurato e corposo del dibattito svoltosi nel Sinodo. La descrizione del dibattito vede re Oswiu presiedere e regolare il Sinodo senza mai intervenire direttamente con parole sue nel dibattimento, cosa che invece viene lasciata ai religiosi. Questo stesso stile di condotta è presente parallelamente in altre fonti che descrivono sinodi tenutisi in altre occasioni, come, ad esempio, nella Vita Sancti Bonifati dove il sovrano del Wessex Ine svolge lo stesso ruolo di Oswiu.

## I motivi del Sinodo
Il Cristianesimo in Britannia nel VII secolo si era differenziato in due forme distinte soprattutto per quanto riguarda il rito liturgico; dovendo dare ad esse un'etichetta, possiamo denominarle una Scuola di Iona e l'altra Scuola Romana. La prima, diffusasi a partire dall'Abbazia di Iona presente nell'omonima isola e diffusa dai suoi monaci, apparteneva alla tradizione del Cristianesimo celtico, mentre l'altra era maggiormente aderente ai dettami e alle dottrine della Chiesa di Roma.

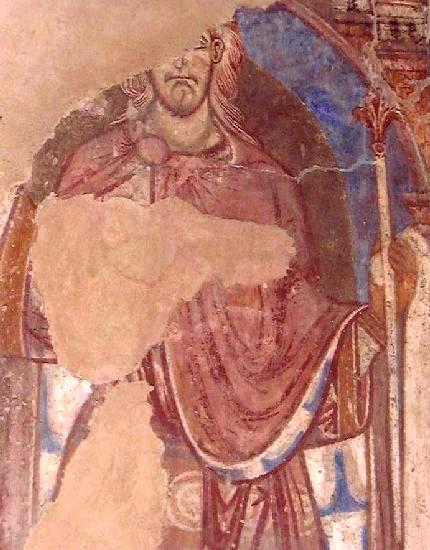
Affresco raffigurante Oswald di Northumbria.

Nel regno di Northumbria le due scuole erano entrambe presenti, e venivano patrocinate di volta in volta dai vari sovrani. Edwin di Northumbria, convertitosi al Cristianesimo sotto l'influenza dei missionari inviati da Roma per conto di papa Gregorio I, scelse di adottare di conseguenza l'adesione al rito romano. Tuttavia, dopo la sua morte e a seguito di un anno di forti contrasti e di instabilità politica, il trono fu ottenuto da Oswald di Northumbria, il quale si era convertito al Cristianesimo durante il suo soggiorno in esilio nell'Abbazia di Iona, ed incoraggiò la diffusione della loro liturgia in tutto il suo regno soprattutto per opera di Aidan di Lindisfarne.
Una delle differenze principali tra le due scuole, e motivo di controversia religiosa, era il calcolo del giorno per la celebrazione della Pasqua. I primi Cristiani avevano calcolato la Pasqua in concomitanza con la festività ebraica del Pesach, che si teneva il quattordicesimo giorno del primo mese lunare del calendario ebraico, detto Nisan, che, secondo Giovanni 19:14 corrisponde al giorno della crocifissione di Cristo.
Tuttavia venne stabilito che il giorno di Pasqua non dovesse essere celebrato di sabato, e per questo motivo il Primo Concilio di Nicea, tenutosi nel 325 determinò che la festività della Pasqua dovesse essere celebrato in tutte le Chiese della Cristianità nello stesso giorno. Il calcolo del giorno da assegnare al questa celebrazione non fu facile, e risultarono quindi date diverse secondo calcoli diversi. A partire dal 666, la scuola di Iona celebrò la Pasqua seguendo un computo che permetteva la celebrazione della festività anche di sabato, cosa del tutto contraria ai dettami del Concilio di Nicea. Per questo motivo sorsero delle divisioni all'interno del Cristianesimo monacale, prima in Gallia, dove si fronteggiarono i monasteri di origine franca con i monasteri della scuola di Iona, e poi nell'Irlanda meridionale dove nel 630 alcuni monasteri iniziarono a computare la Pasqua secondo le tavole di Roma.
I dibattiti e le divisioni sulla celebrazione del giorno della Pasqua si diffusero anche nel regno di Northumbria e nella sua corte, dove la regina Eanflæd di Deira, sposa di Oswiu, sosteneva il computo della Chiesa di Roma, mentre Oswiu stesso e la sua fazione celebravano la Pasqua durante il periodo della Quaresima. Fino alla morte dell'abate Aidan la divisione fu solo formale, ma non creò mai conflitti reali, fu dopo la sua morte, con l'avvento del nuovo abate di Iona e vescovo di Lindisfarne, Colmán, che la questione divenne un vero e proprio scontro di fazioni opposte, richiedendo formalmente l'intervento diretto del sovrano di Northumbria.

## Convocazione del Sinodo
Una figura cruciale nello svolgimento del Sinodo fu Alchfrith di Deira, figlio di Oswiu e sovrano del regno di Deira. Feroce sostenitore della scuola fedele alla liturgia romana, nel 660 scacciò dal loro monastero di Ripon i monaci di Iona e lo affidò a San Vilfrido di York, fervente sostenitore della posizione liturgica romana durante il Sinodo di Whitby.
Come sede dell'assemblea fu scelto il monastero di Ilda di Whitby, nobildonna della Northumbria e sostenitrice della liturgia di Iona. Le posizioni dei monaci di Iona furono sostenute da Colmán di Lindisfarne. Come controparte, oltre a Vilfrido, si schierò un vescovo di origini franche di nome Agilberto, ma a causa dell'incapacità di esporre le sue argomentazioni nella lingua locale, l'inglese antico, per lui una lingua straniera, venne scelto come oratore Vilfrido.

## Le conclusioni
Il vescovo ed abate Colmàn sostenne la causa della liturgia di Iona sostenendo che essa seguiva la tradizione lasciata dal padre fondatore, contando sull'indiscutibilità della sua santità, il quale a sua volta si era ispirato alle parole di San Giovanni, apostolo ed evangelista. Vilfredo, dal canto suo, sostenne le ragioni della liturgia romana sostenendo che essa proveniva dal luogo ove i Santi Pietro e Paolo erano vissuti, dove avevano dato i loro insegnamenti ed erano morti, oltre ad aggiungere che la liturgia romana era osservata dal resto della Cristianità e opponendo alla figura di Giovanni, il fatto che i suoi computi erano legati alle esigenze specifiche della sua comunità, esigenze che erano state superate dal Concilio di Nicea.
Oswiu, il quale aveva il diritto di dare la sentenza finale, giudicando che i dettami di San Pietro, vicario designato di Cristo, fossero i dettami a cui doveva aderire la liturgia cristiana, optò per la tradizione della Chiesa di Roma.
Il Sinodo stabilì così che la liturgia romana della Pasqua fosse quella ufficiale del regno di Northumbria. Come conseguenza di ciò la sede vescovile del regno fu spostata da Lindisfarne a York e Vilfrido, principale sostenitore della liturgia romana, fu eletto nuovo vescovo della Northumbria. I monaci di Iona non accettarono di abbandonare la loro osservanza liturgica, primo fra tutti il loro abate, Colmàn, il quale si ritirò con gran parte dei suoi seguaci nell'Abbazia di Iona, portando con sé le reliquie di Aidan. Oswiu sostituì i posti vacanti lasciati dai monaci di Iona con monaci di origini irlandesi sostenitori della liturgia romana.

## Conseguenze storiche e religiose
Se si guarda formalmente al risultato del Concilio di Whitby, esso appare nient'altro che uno dei tanti sinodi tenuti dal Cristianesimo di area latina concernenti la liturgia pasquale durante il Medioevo.
Tuttavia se consideriamo in maniera più approfondita le conseguenze di questo Sinodo, ci si accorge che esso va molto al di là della semplice questione della festività pasquale o della tonsura, ma riguarda invece il definitivo spostamento della Chiesa cristiana romana nell'area inglese
. Soprattutto in epoca moderna, questa romanizzazione della Chiesa anglosassone è stata aspramente criticata e stigmatizzata dagli storici di area protestante, dando al Sinodo una chiave di lettura secondo la quale in esso si sarebbe assistito allo scontro tra la Chiesa Celtica e la Chiesa di Roma, con la sconfitta della prima a favore della seconda, e leggendo quindi la Riforma protestante come una sorta di rivalsa della Chiesa Celtica.